# Dennis Kelly
Dennis Kelly (* 16. November 1970 in Barnet, London, England) ist ein britischer Autor für Theater, Hörfunk und Fernsehen.

## Leben
Kelly wuchs in Barnet in einer irischen Familie auf und wurde katholisch erzogen. Sein Vater war Busschaffner und hatte insgesamt fünf Kinder. Kelly verließ mit 16 Jahren die Schule. Die Einflüsse des Viertels, in welchem Kelly aufwuchs, nämlich einer Wohnsiedlung im Besitz der Stadt (council estate), schildert Kelly als sehr anregend durch die unterschiedlichen Personen und Schichten, die er dort antraf.
Kelly arbeitete in Supermärkten und schloss sich einer theaterbegeisterten Jugendgruppe an, dem Barnet Drama Centre.
In den folgenden Jahren machte er einen Abschluss in den Fächern Drama und Theater und bekam eine Auszeichnung vom Goldsmiths College für bildende Künste der University of London. Kelly schrieb sein erstes Stück Debris im Alter von 30 Jahren.

## Werke (Auswahl)
Theater
- Debris: 17. April 2003 UA: Theatre 503, Battersea, London; DSE 12. März 2004: Schutt, Burgtheater Vestibül, Wien.
- The Fourth Gate. A Klezmer piece: Übersetzung aus dem Ungarischen von Kelly, Original von Pétér R. Kárpáti: Royal National Theatre, London
- Osama the Hero: 2005 UA: Hampstead Theatre, London; DSE 1. Oktober 2010: Osama der Held, Schauspiel Essen[1]
- After the End: 2005 UA: Traverse Theatre, Edinburgh; deutschsprachige Erstaufführung: September 2007: Nach dem Ende, Deutsches Theater Berlin
- Our Teacher’s a Troll
- Rose Bernd, Bearbeitung des Stücks von Gerhart Hauptmann, übersetzt von Antony Meech: 2005 UA: 22. März 2005 im Arcola Theatre, London. Printausgabe: Oberon Books, London 2005. ISBN 1-84002-551-4
- Love and Money: 2006 UA: Royal Exchange Manchester, Manchester; Liebe und Geld, 2009, Thalia-Theater, Hamburg; Regie: Stephan Kimmig.
- Brendan’s Visit
- Taking Care of Baby: 2007 UA: Hampstead Theatre, London.
  - veröffentlicht im Verlag Oberon, London 2007, ISBN 978-1-840027785.
- Deoxyribo Nucleic Acid (DNA): 2007 für das Royal National Theatre Connections Festival 2007; DEA: DNA, Theater Oberhausen, 2013.
- Orphans: 2009 UA: Birmingham Repertory Theatre, später am Traverse Theatre in Edinburgh als Teil des Edinburgh Festival Fringe aufgeführt.
- The Gods Weep: 2010 UA: 17. März 2010, Hampstead Theatre, London. DSE: Die Götter weinen, 15. September 2011, Theater Basel.[2]
- The Prince of Homburg; nach Heinrich von Kleist, 2010. UA: Donmar Warehouse.
- The Ritual Slaughter of Gorge Mastromas:  2012 UA: Royal Court Theatre. DEA Die Opferung von Gorge Mastromas, 2012, Schauspiel Frankfurt bei den  Ruhrfestspielen.

Adaption
- From Morning to Midnight: 2013. Übersetzung des Stücks Von morgens bis mitternachts des Jahres 1912 von Georg Kaiser
- Rose Bernd. Adaption eines Stücks von Gerhart Hauptmann, basierend auf der Übersetzung von Antony Meech.

Musical
- Matilda, mit Tim Minchin, uraufgeführt 2010 von der Royal Shakespeare Company.

Hörfunk:
- The Colony, 2004. Das Stück gewann 2004 den Prix Europa als bestes europäisches Hörspiel.

## Filmografie (Auswahl)
- 2006–2009: Pulling (Fernsehserie, 13 Folgen)
- 2013: Utopia (Fernsehserie, 12 Folgen)
- 2021: The Third Day (Fernsehserie, 6 Folgen)
- 2021: Together
- 2022: Roald Dahls Matilda – Das Musical (Roald Dahl’s Matilda the Musical)

## Preise und Auszeichnungen
- 2006: Meyer-Whitworth Award für After the End
- 2007: John Whiting Award für Taking Care of a Baby
- 2009: Fringe First für Orphans
- 2009: Harald Angel Award für Orphans
- 2012: Laurence Olivier Award for Best New Musical für Matilda